# Susana López (artista)
Susana López (Murcia), conocida artísticamente como Susan Drone, es una artista multidisciplinar e investigadora española con formación en Artes y Máster en Composición Electroacústica.

## Trayectoria
Inició su carrera como artista visual y posteriormente fue adentrándose en la composición experimental. Su trayectoria sonora comenzó de forma autodidacta en 2009, posteriormente se formó con pioneros de la música experimental y el arte sonoro como Llorenç Barber, José Antonio Sarmiento, José Manuel Costa, Francisco López, Carlos Suárez, Andrés Noarbe o Isidoro Valcárcel Medina. En sus primeros años fue parte del dúo de improvisación-noise-experimental, Listas Futuristas. En 2013 realizó un Máster en Composición Electroacústica en Madrid. En 2019 realizó una residencia artística en Greenlight District Arts Festival en Noruega.
Su producción musical se define como música experimental, abstracta, electrónica, ambient, drone y post-minimalista. Para su creación emplea grabaciones de campo, Drone music, armónicos vocales y procesamientos electrónicos. También utiliza software de código abierto como SuperCollider y editores como Reaper, que combina con sintetizadores e instrumentos artesanos creados con material reciclado. Su obra fusiona disciplinas como la música, las instalaciones audiovisuales, el videoarte o el diseño gráfico. Durante su carrera ha publicado discos en solitario y ha colaborado en recopilatorios con artistas como CM von Hausswolff, Michael Esposito, Francisco López o Simon Whetham.
A lo largo de su trayectoria, ha explorado la manipulación del sonido y la imagen para producir experiencias inmersivas audiovisuales que permitan alterar la percepción sensorial y crear espacios de escucha reflexiva. Sus composiciones e instalaciones se han presentado en festivales de arte sonoro en España y Europa. También ha colaborado, realizando las artes visuales, con grupos como Schwarz, Artificiero, Farniente, Second, Mist o Thomas Bey William Bailey.
Como investigadora, entre 2009 y 2022 coordinó el archivo sonoro de la Fonoteca de Música Experimental y Arte Sonoro de Murcia (SONM, que luego pasó a llamarse, SUPER-SONIC), donde, además, fue comisaria de instalaciones y performances. En esta etapa, creó el pódcast Women In Experimental Music, con el que hizo visible las historias de las mujeres artistas de este sector. A partir de su trabajo de fin de máster, La política del ruido. El ruido como arma definitiva, creó el pódcast homónimo, en el que durante 15 episodios transmitidos en TeslaFM, investigó y analizó los orígenes de la música underground como movimiento global antisistema.

## Obra (selección)

### Discografía
- 2011 Vortex
- 2014 Megalitomanía
- 2019 Four sinusoids to Eliane (Important Drone Records)
- 2019 Looms (autoeditado)
- 2020 Huldra (Crystal Mine)
- 2020 Crónica de un secuestro (Elevator Bath)
- 2022 The Edge of the Circle (Elevator Bath)
- 2023 Stupor Mundi (Vestíbulo)
- 2025 Materia Vibrante (Elevator Bath)

### Instalaciones audiovisuales
- 2013 Noosfera Sonora (individual)
- 2014 Arquitecturas sonoras (colectiva)
- 2018 Transforming Landscapes (en colaboración)
- 2018 Transforming Landscapes II (en colaboración)
- 2019 Transformando el paisaje III (en colaboración)
- 2021 Audiosfera. Experimentación sonora 1980-2020 (colectiva)[14]

### Libros
- 2021 La política del ruido. El ruido como arma definitiva.[13]

## Reconocimientos
Su obra fue seleccionada, en 2020, para formar la exposición Audiosfera. Experimentación sonora 1980-2020, del Museo Nacional Centro de Arte Reina Sofía de Madrid.
Su disco Crónica de un secuestro (2020), publicado por el sello Elevator Bath de Austin, Texas, fue incluido en el Top Ten Drone 2020 International por el webzine inglés A closer Listen.